# Bergamasco
Bergamasco és un municipi situat al territori de la província d'Alessandria, a la regió del Piemont, (Itàlia).
Limita amb els municipis de Bruno, Carentino, Castelnuovo Belbo, Incisa Scapaccino i Oviglio.